# Gueorgui Rimski-Korsakov

Gueorgui Mikhaïlovitch Rimski-Korsakov (en russe : Георгий Михайлович Римский-Корсаков) est un compositeur et chercheur en acoustique russe né le 13 décembre 1901 (26 décembre 1901 dans le calendrier grégorien) à Saint-Pétersbourg et mort le 10 septembre 1965 à Léningrad. Il est l’un des pionniers de la musique en quarts de ton en Russie.

## Biographie
Petit-fils de Nikolaï Rimski-Korsakov, il fait ses études au Conservatoire de Pétrograd où ses professeurs principaux sont Maximilian Steinberg (composition) et Leonid Nikolaïev (piano). Ayant terminé le conservatoire en 1927 il entre à l’Institut de l’histoire des arts et y soutient la thèse sur l’évolution d’échelle musicale.
En 1923 Rimski-Korsakov fonde la Société (appelée le cercle d’études) de la musique en quarts de ton au Conservatoire. Passionné de ce type de musique, il en organise les concerts où sont présentés les œuvres d’Alois Hába, Jörg Mager (de), Willy von Möllendorff (de) et Ivan Wyschnegradsky ainsi que les nouveaux compositions par Gueorgui Rimski-Korsakov, Nikolaï Malakhovski et Alexandre Kenel (les deux derniers eux-mêmes étudiants de Conservatoire et membres de la Société). L’ensemble instrumental de la Société comporte deux pianos accordés en quarts de ton, harmonium et harpe. 1925 voit le premier concert public de musique en quarts de ton à Léningrad et deux ans plus tard à Moscou. Tous les concerts sont précédés par les commentaires de Rimski-Korsakov. À cette époque il écrit plusieurs articles où il analyse les possibilités des échelles micro-intervalles.
Dans les années 1930 les autorités soviétiques ont banni les expérimentations en musique et Rimski-Korsakov et autres compositeurs doivent tourner vers le tempérament traditionnel et un langage musical plus simple. Il travaille en musique de film et enseigne l’acoustique, l’orchestration et la lecture des partitions au Conservatoire. Gardant son intérêt à la musique en quarts de ton, il continue ses recherches à la maison et organise des concerts privés.
Gueorgui Rimski-Korsakov participe aussi à l’invention de l’émiriton (ru), instrument de musique électronique un des prédécesseurs du synthétiseur.
Ses œuvres sont peu connues aujourd’hui, la plupart restent inédites ou perdues.

## Liste des œuvres

### Œuvres orchestrales
- Symphonie en fa majeur (1925)

### Piano
- Deux sonates (1924, 1931)
- 24 préludes (1922―1955)
- 8 études (1932)

### Œuvres vocales
- Environ 100 romances pour chant et piano
- Ensembles pour deux ou trois voix et piano (verses d’Alexandre Pouchkine, Mikhaïl Lermontov, Alexandre Blok etc.)

### Œuvres de chambre
- Deux quatuors à cordes (1925, 1932)
- Quintuor pour clarinette, cor et trio à cordes (1925)
- Octuor pour deux émiritones, deux clarinettes, basson et trio à cordes (1932)
- Œuvres divers en quarts de ton pour deux pianos, harmonium et harpe; pour violoncelle, émiriton etc. (1925―1932)
- Morceaux pour violon et piano (1934―1955)
- Poème pour violoncelle et piano (1951)